# Campionati francesi di sci alpino 1960
I Campionati francesi di sci alpino 1960 si disputarono a La Clusaz; furono assegnati i titoli di discesa libera, slalom gigante, slalom speciale e combinata, sia maschili sia femminili.

## Risultati
| Specialità      | Uomini       | Donne                |
| --------------- | ------------ | -------------------- |
| Discesa libera  | Michel Arpin | Marie-José Dusonchet |
| Slalom gigante  | Michel Arpin | Édith Bonlieu        |
| Slalom speciale | Léo Lacroix  | Cécile Prince        |
| Combinata       | Michel Arpin | Édith Bonlieu        |